# برويبا فيلافرانسا دي أورديزيا 2017
برويبا فيلافرانسا دي أورديزيا 2017 (بالألمانية: Prueba Villafranca de Ordizia 2017) هو سباق دراجات هوائية، وهو الموسم رقم 94 من نفس السباق، وأقيم في 25 يوليو 2017، وامتدّ لمسافة 165.7 كيلومتر، وهو أحد سباقات طواف أوروبا للدراجات 2017، وقد شارك في السباق 119 متسابقاً ووصل إلى نهايته 85 متسابقاً.
فاز فيه بالمركز الأول Sergey Shilov (cyclist) ‏، وبالمركز الثاني بنجامين براديس، وبالمركز الثالث ديمتري ستراخوف.

## الفرق
| فرق عالمية (2)- Movistar Team - Orica-Scott فرق قارية محترفة (4)- كاجا رورال-سيغوروس 2017 ‏ - ديلكو ‏ - Israel Cycling Academy - مانزانا بوستوبون 2017 ‏ فرق قارية (10)- أرمي دي تير 2017 ‏ - موسم برجس بي إتش 2017 ‏ - Java–Partizan Pro Cycling Team ‏ - موسم يوسكادي مورياس 2017 ‏ - Inteja Dominican Cycling Team ‏ - Kuwait–Cartucho.es ‏ - Lokosphinx ‏ - Massi-Kuwait Cycling Project - Nice Cycling Team ‏ - JCL Team Ukyo ‏ |  |
| |  |

## التصنيف العام النهائي
| التصنيف العام | التصنيف العام     | التصنيف العام   | التصنيف العام          | التصنيف العام |        |
| الدراج        | الدراج            | البلد           | الفريق                 | الوقت         | السرعة |
| ------------- | ----------------- | --------------- | ---------------------- | ------------- | ------ |
| 1.            | Sergey Shilov ‏    | روسيا           | Lokosphinx             | 3 س 53 د 03 ث |        |
| 2.            | بنجامين براديس    | إسبانيا         | Ukyo                   | + 0 ث         |        |
| 3.            | ديمتري ستراخوف    | روسيا           | Lokosphinx             | + 0 ث         |        |
| 4.            | خوسيه هييرادة     | إسبانيا         | موفيستار               | + 0 ث         |        |
| 5.            | روبرت باور (دراج) | أستراليا        | أوريكا سكوت            | + 0 ث         |        |
| 6.            | جيتسي بول         | هولندا          | Manzana Postobón       | + 0 ث         |        |
| 7.            | Jonathan Lastra ‏  | إسبانيا         | Caja Rural-Seguros RGA | + 0 ث         |        |
| 8.            | Alexander Vdovin ‏ | روسيا           | Lokosphinx             | + 0 ث         |        |
| 9.            | آدم ييتس          | المملكة المتحدة | أوريكا سكوت            | + 0 ث         |        |
| 10.           | بابلو توريس       | إسبانيا         | Burgos BH              | + 0 ث         |        |

## وصلات خارجية
- الموقع الرسمي
- برويبا فيلافرانسا دي أورديزيا 2017 على موقع إحصائيات الدراجات الإحترافية (الإنجليزية)